# Zaagschubadders
Zaagschubadders (Echis) zijn een geslacht van zeer giftige slangen uit de familie adders.
De Nederlandstalige naam zaagschubadders is te danken aan een rij kleine, tand-achtige uitsteeksels op de schubben aan de flanken van het lichaam. Door ze tegen elkaar te wrijven wordt een raspend geluid geproduceerd dat vijanden schrik moet aanjagen. Dit lijkt een beetje op het ratelen van ratelslangen met hun ratel aan de staartpunt. Hierdoor worden de Echis-soorten ook wel zandratelslangen genoemd. Ratelslangen leven echter in Noord-Amerika, terwijl zaagschubadders te vinden zijn in Afrika en van het Midden-Oosten tot in India.
Zaagschubadders staan bekend als zeer gevaarlijk door hun hemotoxisch gif, dat een snelle weefselafsterving veroorzaakt. Zaagschubadders zijn verantwoordelijk voor een groot aantal doden ieder jaar, vooral in Azië en Afrika. De slangen zijn berucht om hun agressiviteit, ze worden niet zo groot en zijn goed gecamoufleerd zodat ze vaak pas op het laatste moment worden opgemerkt. Er zijn 12 soorten, de langste soort wordt iets langer dan 85 centimeter maar in de praktijk blijven de meeste exemplaren tussen de 30 en 60 cm.

## Naamgeving

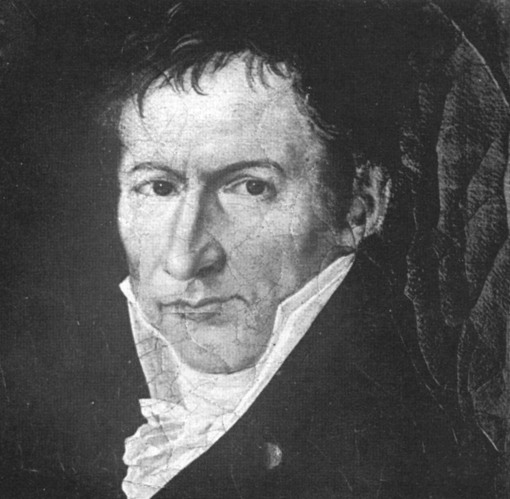
Blasius Merrem

De wetenschappelijke naam van de zaagschubadders werd voor het eerst voorgesteld door Blasius Merrem in 1820. De geslachtsnaam Echis is afgeleid van het Griekse woord ἔχις, dat 'adder' betekent. De soortaanduidingen van de verschillende soorten slaan vaak op het uiterlijk of de streek waar ze leven. Voorbeelden zijn carinatus (gekield), megalocephalus (grote kop) en ocellatus (voorzien van oogvlekken). Vier soorten zijn vernoemd naar een bioloog als eerbetoon, voorbeelden zijn Echis borkini (vernoemd naar Leo J. Borkin) en Echis hughesi (vernoemd naar Barry Hughes).
De Nederlandstalige naam slaat op de van sterke, tand-achtige kieltjes voorziene schubben die gebruikt worden om een afweergeluid te maken. In de Engelse taal wordt vaak 'saw-scaled viper' gebruikt wat dezelfde betekenis heeft. Daarnaast worden de dieren wel 'carpet vipers' genoemd, wat tapijtadders betekent. Deze naam slaat op de complexe kleurentekening aan de bovenzijde van de slangen. In de Duitse taal worden de adders 'sandrasselotter' genoemd, wat zandrateladder betekent.
Omdat zaagschubadders in een groot gebied voorkomen hebben ze vele lokale namen. In India alleen al zijn er meer dan tien verschillende benamingen voor de slangen, zoals phoorsa in de Indiase deelstaat Maharashtra, waar Marathi wordt gesproken, en phissi in de landen Afghanistan en Pakistan; deze naam komt uit de Pasjtoe-taal.

## Verspreidingsgebied en habitat

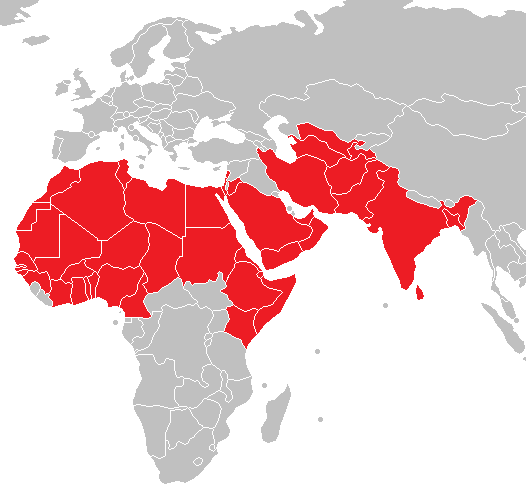
Verspreidingsgebied in het rood.

Zaagschubadders komen voor in relatief droge gebieden in delen van Afrika, het Arabisch Schiereiland en Azië.
De verschillende soorten leven in de landen Afghanistan, Algerije, Bangladesh, Benin, Burkina Faso, Centraal-Afrikaanse Republiek, Djibouti, Egypte, Eritrea, Ethiopië, Gambia, Ghana, Guinee, Iran, India, Israël, Ivoorkust, Jemen, Jordanië, Kameroen, Kenia, Libië, Mali, Niger, Nigeria, Marokko, Mauritanië, Oezbekistan, Oman, Pakistan, Saoedi-Arabië, Senegal, Soedan, Somalië, Sri Lanka, Tadzjikistan, Tsjaad, Togo, Tunesië, Turkmenistan, Oeganda, Verenigde Arabische Emiraten en delen van de Westelijke Sahara.
Op de kaart die rechts is afgebeeld is het globale verspreidingsgebied aangegeven in het rood. Merk op dat alleen de landen waar de soorten voorkomen zijn ingekleurd en niet het exacte areaal is weergegeven.
De habitat bestaat uit droge steppen en graslanden. Vaak worden de slangen aangetroffen in droge rivierbeddingen, lagere delen van heuvels en riviervlakten. In heel droge omgevingen zonder vegetatie zoals woestijnen komen de dieren niet voor. Ook vochtigere omgevingen zoals loofbossen zijn niet geschikt als habitat. De slangen liggen vaak half ingegraven in de bodem tussen het substraat. De ondergrond bestaat vaak uit takjes en bladeren en in een dergelijke omgeving is de zaagschubadder met de onregelmatige strepen en vlekken op de rugzijde goed gecamoufleerd en valt niet op.
Zaagschubadders zijn in beginsel terrestrisch, het zijn bodembewoners die op de grond jagen en schuilen. Als de temperaturen hoger worden klimmen ze in struiken om af te koelen. De hoogteverspreiding verschilt; de meeste zaagschubadders worden gevonden in laaggelegen delen, maar ze kunnen ook tot een hoogte van 1800 meter boven zeeniveau algemeen zijn.

## Uiterlijke kenmerken

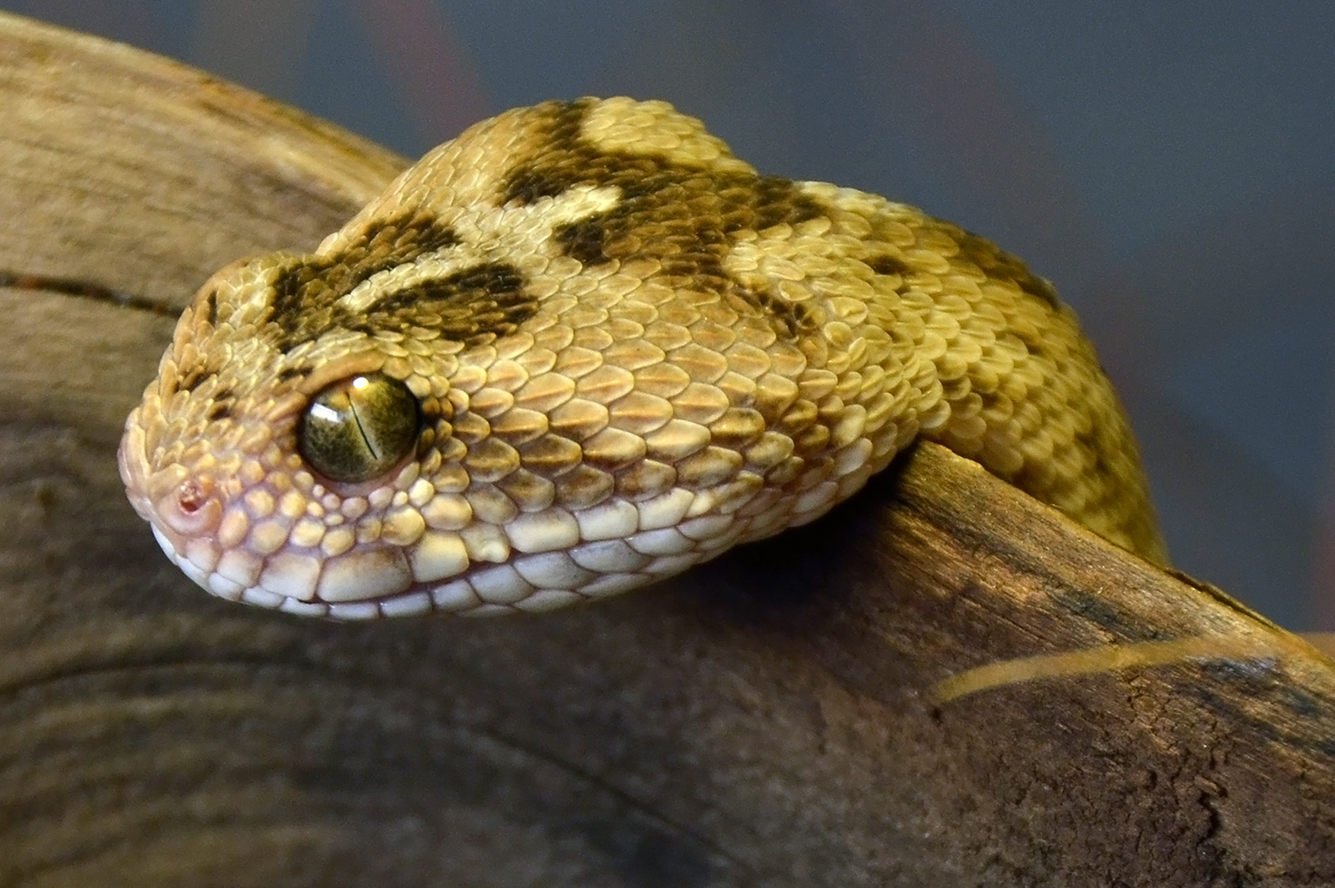
Kop van Echis carinatus, de kruisvormige vlek is goed te zien.

Zaagschubadders hebben een typisch adderachtig lichaam; een dikker achterlijf en een duidelijke afsnoering van de kop aan de voorzijde. De lichaamslengte inclusief de staart varieert van ongeveer 50 tot 70 centimeter, soms oplopend tot 80 cm. Sommige soorten blijven beduidend kleiner; Echis jogeri wordt gemiddeld dertig centimeter lang.

### Kop
De kop is enigszins peervormig; de kop is driehoekig en afgerond aan het einde en is duidelijk te onderscheiden van de rest van het lichaam. De ogen hebben een grijze tot bruine kleur en de pupil heeft een verticale spleetvorm. De ogen zijn groot in vergelijking met andere slangen. De ogen zijn relatief ver aan de bovenzijde van de kop gelegen. Hierdoor kan de slang het lichaam deels ingraven maar toch goed zien. Boven op de kop is een vlek aanwezig die meestal lijkt op een kruis. De vlek op de kop kan bij sommige soorten en ondersoorten wat afwijken; de ondersoort van de 'gewone' zaagschubadder Echis carinatus sochureki heeft een vlek op de kop die meer doet denken aan een pijl.
De grootte van de ogen is bij de verschillende ondersoorten van de Arabische zaagschubadder een belangrijk determinatiekenmerk. De ogen van de ondersoort Echis coloratus coloratus
bijvoorbeeld zijn kleiner dan die van Echis coloratus terraesanctae.
De giftanden van de zaagschubadders zijn in rust tegen het verhemelte gevouwen, bij een beet worden ze automatisch uitgeklapt. De giftanden zijn relatief groot en worden zo'n vijf millimeter lang bij een exemplaar van 40 centimeter. Hiermee zijn de giftanden even groot als die van een volwassen koningscobra van drie meter.

### Lichaam

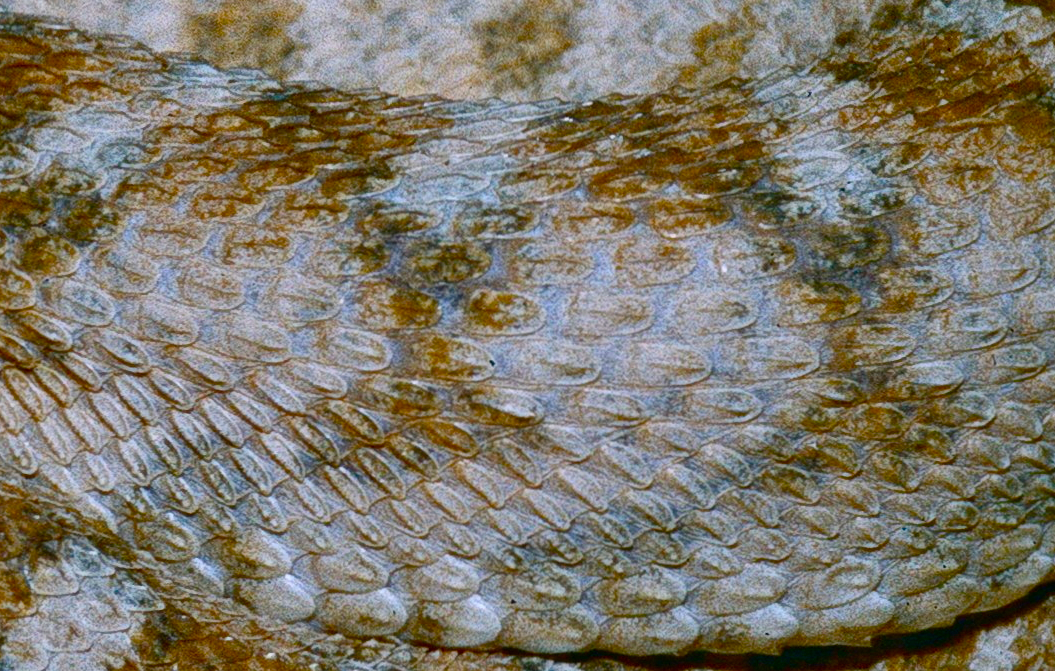
De schubben aan de flanken staan in een hoek van ongeveer 45 graden.

De lichaamskleur is grijsbruin tot rood maar er zijn zeer variabele kleuren en patronen binnen de zaagschubadders. De buikzijde altijd wit tot witgeel van kleur. De adders hebben een ingewikkeld patroon van kleuren aan de bovenzijde, variërend van een kettingachtige tekening tot een nettekening. Vaak zijn lichte vlekken aanwezig die een donkere rand hebben. De tekening bestaat altijd uit lichtere en donkere vlekken.
De schubben op de rugzijde zijn sterk gekield en hebben een ruwe bovenzijde, hierdoor glimmen ze niet wat de camouflage ten goede komt. De schubben aan de bovenzijde bestaan uit meerdere lengterijen kleine schubben, de buikschubben echter bestaan uit een enkele rij brede schubben. Het aantal schubbenrijen op de bovenzijde varieert per soort; bij de gewone zaagschubadder en de Arabische zaagschubadder zijn dit 27 tot 37 rijen. Bij de soort Echis pyramidum komen 25 tot 33 rijen voor en bij Echis hughesi zijn 24 tot 25 rijen aanwezig. De schubbenrijen aan de flanken zijn gedraaid met een hoek van ongeveer 45 graden. Deze schubben hebben ook kleine kieltjes die dienen om een afweergeluid te maken, zie ook onder het kopje verdediging.
Ook het aantal schubben op de buik verschilt per soort en daarnaast ook per sekse. Bij de mannetjes van de ondersoort Echis carinatus sochureki zijn dit er 154 tot 166, bij de vrouwtjes 163 tot 169. De vrouwelijke exemplaren van Echis pyramidum hebben 155 tot 177 schubben aan de buik en bij de mannetjes komen 163 tot 189 buikschilden voor. De buikschubben zijn gelegen aan de onderzijde van de buik, dus van de achterzijde van de kop tot de cloaca. De schubben aan de onderzijde achter de cloaca worden de staartschubben genoemd. Deze kunnen bij slangen zowel gepaard als ongepaard zijn, bij de zaagschubadders zijn ze altijd ongepaard. Ook de anale schub, die de cloacaopening bedekt als deze niet wordt gebruikt, is ongedeeld en ook dit verschilt met andere slangen.

### Staart

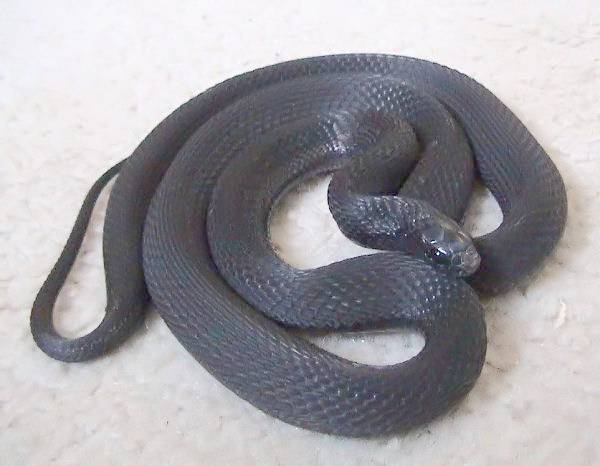
Dreighouding Dasypetis scabra.

De schubben onder de staart worden de subcaudalen genoemd en het aantal varieert net als de buikschubben per soort en sekse. Bij de mannetjes van Echis pyramidum komen 30 tot 48 schubben voor en bij vrouwtjes worden 29 tot 38 schubben aangetroffen. Bij de soort Echis hughesi uit Somalië zijn 28 tot 30 subcaudalen aanwezig.

### Onderscheid met andere soorten
Andere soorten adders worden eveneens niet erg lang en hebben vaak dezelfde kleuren en patronen op het lichaam. Zaagschubadders zijn door de getande kieltjes op de schubben met geen enkele adder te verwarren. Andere soorten adders zijn te onderscheiden door het ontbreken van de schuin geplaatste schubbenrijen op de flanken. De tandjes op de schubben zelf zijn moeilijk te zien maar vanwege het geluid dat de slang produceert bij verstoring is hun aanwezigheid eenvoudig vast te stellen. Andere soorten adders sissen door lucht uit hun bek te persen of door met een staartratel te schudden.
De eieretende slangen uit het geslacht Dasypeltis zijn niet verwant aan de adders maar wel makkelijk te verwarren. Ze bootsen de verdedigingshouding van de zaagschubadders na door het lichaam in een hoefijzervorm te leggen. Hierdoor worden vijanden verward, de eieretende slangen zijn volstrekt ongevaarlijk omdat ze geen tanden hebben en dus ook geen giftanden.

## Voedsel en jacht
Op het menu staan onder andere reptielen, amfibieën, zoogdieren en vogels. Prooien worden bliksemsnel gebeten waarna de slang zich terugtrekt en wacht op de dood van het prooidier, waarna dit in een keer wordt verzwolgen.
Zaagschubadders leven deels van ongewervelde prooien, zoals schorpioenen, duizendpoten, sprinkhanen en rolspinnen. Ook is bekend dat soms termieten worden gegeten. Grotere prooien bestaan uit hagedissen, kikkers en kleinere slangen. Kannibalisme komt voor en ook kleinere soortgenoten worden gegeten.
Vermoedelijk worden ook vissen in wadi's gegeten als hun poeltjes opdrogen. Van een aantal soorten is bekend dat ze in bosjes bij waterpoeltjes in een hinderlaag liggen met de kop omhoog gericht. Biologen denken dat dit gedrag dient om vogels te vangen die komen drinken. Ook de eieren van vogels en de nestjonge vogels worden buitgemaakt door de nesten op te sporen en leeg te roven.
Zaagschubadders jagen overdag; ze kruipen dan net als andere slangen voorwaarts door de buikspieren heen en weer te bewegen. Als het erg warm is zijn ze overwegend 's nachts actief en schuilen ze op het heetst van de dag in holen van andere dieren, tussen struiken of onder stenen en andere objecten.

## Voortplanting en ontwikkeling

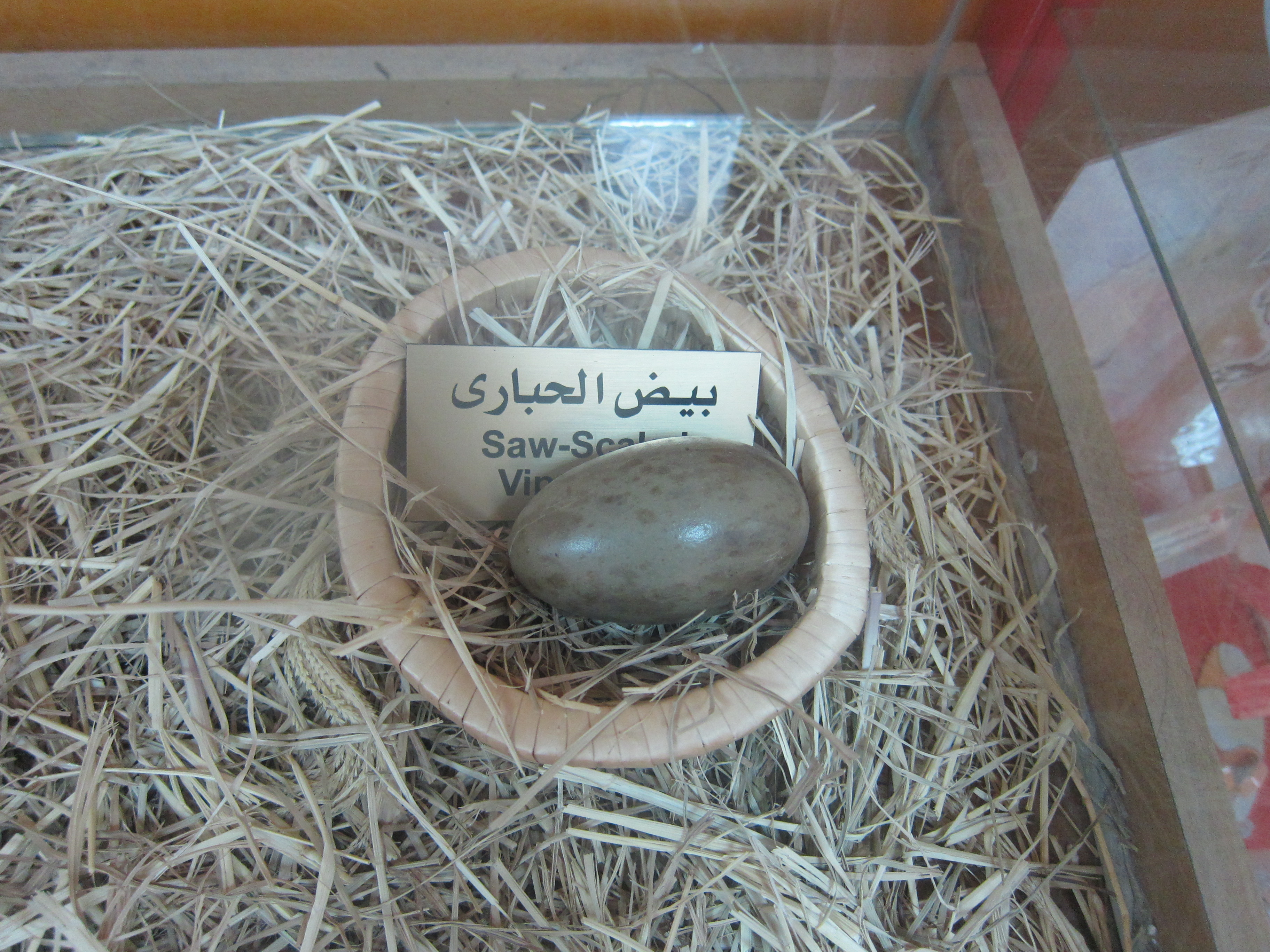
Ei van de gewone zaagschubadder.

De meeste adders zijn levendbarend, zoals de bekende gewone adder die ook in België en Nederland voorkomt. Ook de gewone zaagschubadder is levendbarend, wat wil zeggen dat de jongen direct ter wereld komen en niet in een ei. De Afrikaanse soorten zaagschubadders vormen echter een uitzondering; deze soorten zijn meestal eierleggend en zetten legsels af van ongeveer tien tot maximaal twintig stuks. De eieren zijn langwerpig van vorm en hebben een dunne, verkalkte schaal.
In gevangenschap gehouden dieren planten zich gemakkelijk voort in het terrarium. Hierdoor is veel bekend over de ontwikkeling van de eieren en jongen. De Arabische zaagschubadder zet de eieren in gevangenschap af in een bovenhoek van het terrarium waarbij een soort lijmmiddel wordt gebruikt. Vermoed wordt dat de dieren in het wild de eieren vastlijmen in rotsspleten zodat ze minder goed bereikbaar zijn voor roofdieren.
Juveniele exemplaren die net ter wereld komen hebben een lichaamslengte van ongeveer 18 tot 19 centimeter. De eerste tijd teren ze op hun dooiervoorraad en na ongeveer een week vervellen ze waarna ze beginnen met eten. De jonge slangen groeien snel en vervellen regelmatig, ze bereiken na een tot twee jaar de volwassenheid. Eenmaal volwassen worden neemt het aantal vervellingen per jaar af en groeien ze slechts zeer langzaam.
Zaagschubadders kunnen in gevangenschap relatief oud worden, een exemplaar van de gewone zaagschubadder in een dierentuin bereikte een leeftijd van bijna 23 jaar en tien maanden. Een exemplaar van de Arabische zaagschubadder in gevangenschap werd 28 jaar en vier maanden oud. Beide exemplaren waren mannetjes.

## Verdediging

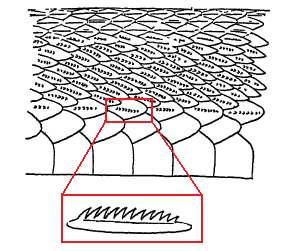
Detailtekening schubben

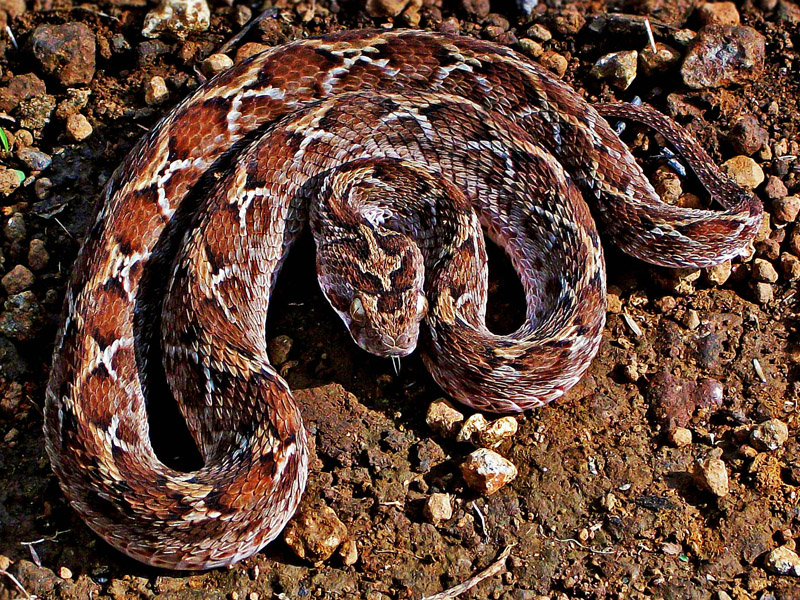
Verdedigingshouding

Net zoals andere soorten adders kennen de zaagschubadders de mogelijkheid om te sidewinden. Deze vorm van voortbeweging gebruikt de slang bijvoorbeeld om snel weg te kruipen van naderend gevaar. Bij het sidewinden beweegt de slang zich op de buik maar drukt het lichaam op twee plaatsen tegen de grond, zodat het lichaam maar zeer beperkt in aanraking komt met de ondergrond. Hierdoor krijgt de slang meer grip op een oppervlak van los, rul zand en daarnaast voorkomt het oververhitting als de bodem erg heet is. Het sidewinden laat een karakteristiek kruipspoor na in het zand.
Als de slang zich bedreigd voelt, wordt een karakteristieke verdedigingshouding aangenomen. Hierbij krult de slang zich in een C- achtige hoefijzervorm en legt zijn lichaamswindingen zo naast elkaar dat de schubbenrijen met zaagtandjes op de verschillende flankdelen tegen elkaar komen te liggen. De kop wordt in het midden gehouden. Door het lichaam te bewegen wordt een hard sissend geluid geproduceerd door de zaagtandjes op de schubben die tegen elkaar aan schuren. Een dergelijke vorm van geluid maken wordt wel stridulatie genoemd en komt weinig voor bij de reptielen.
Als de verdedigingshouding wordt aangenomen blaast de slang zich vol met lucht en hierdoor fungeert het lichaam als een soort klankkast zodat het geluid wordt versterkt. In vergelijking met andere slangen is het afweergeluid zeer doordringend en duidelijk te onderscheiden van het geluid van ratelslangen. Het geluid doet sterk denken aan druppels water die over een gloeiend hete plaat rollen.
Als een verstoorder dichterbij komt valt de slang aan, en hierbij wordt herhaaldelijk snel uitgehaald met de kop. Daarna schiet de slang weer terug in de oorspronkelijke positie om opnieuw uit te kunnen halen. De slang beweegt zijn kop zo snel naar voren en weer terug naar de dreigpositie dat deze bewegingen met het oog niet te volgen zijn. Vaak wordt tijdens een uithaal het lichaam deels gelanceerd en beweegt de slang zich naar voren.
Het produceren van een waarschuwingsgeluid komt wel bij meer slangen voor. Meestal wordt lucht door de bek naar buiten geperst wat een sissend geluid veroorzaakt. De slang verliest echter vocht uit de longen tijdens het uitademen en dit is waarschijnlijk de reden dat de zaagschubadders een andere methode hebben ontwikkeld om vijanden te waarschuwen. Alle soorten leven namelijk in droge omgevingen en door te sissen via de bek zou veel vocht verloren gaan.
De ratel van de bekende ratelslangen is hierop een variatie; ook deze soorten leven allemaal in drogere omgevingen.

## Relatie met de mens

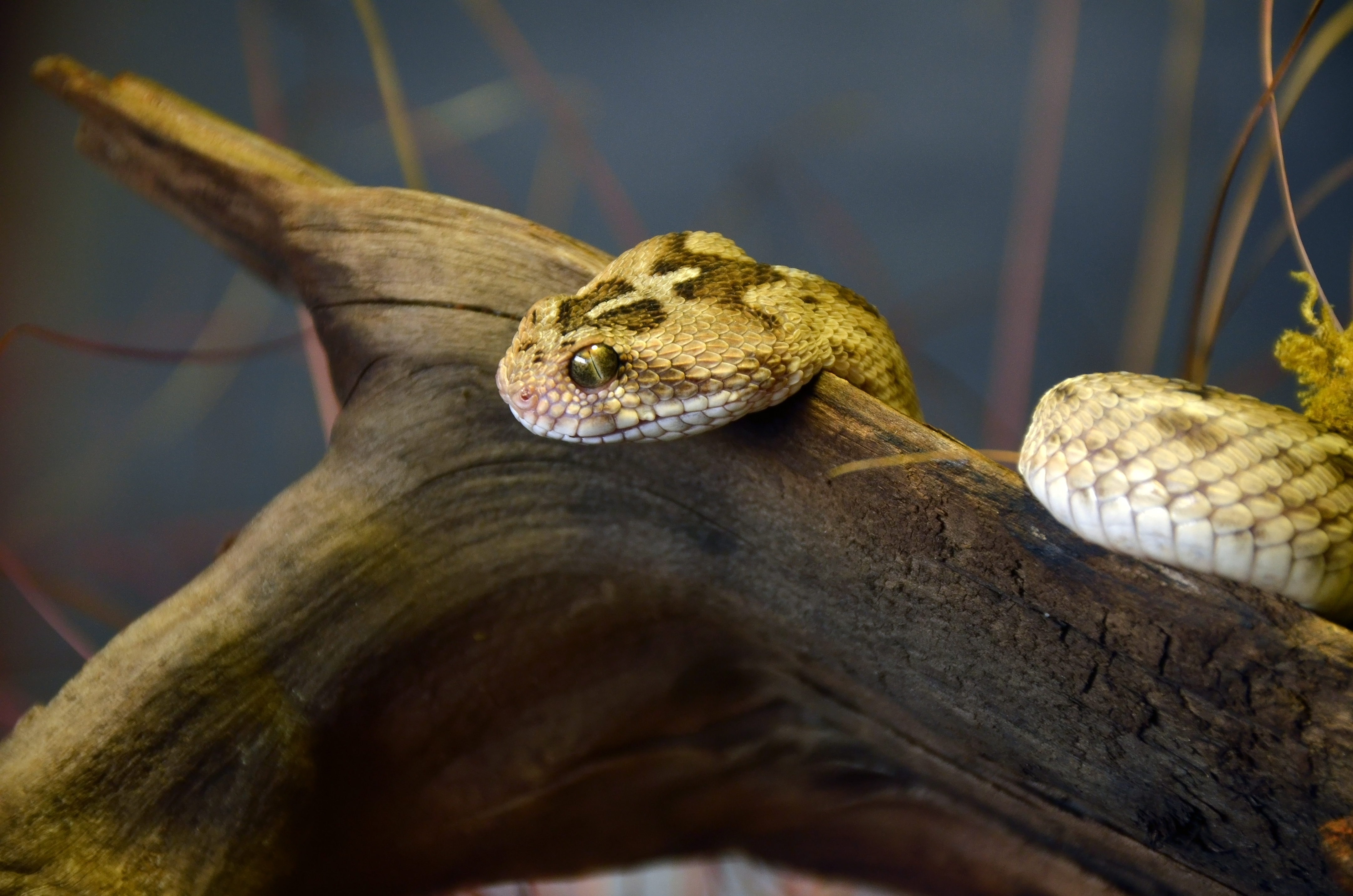
Zaagschubadders worden veel in gevangenschap gehouden, afgebeeld is Echis carinatus bij een tentoonstelling in Genève.

De zaagschubadders worden beschouwd als de meest agressieve en gevaarlijkste slangen van de wereld. Volgens biologen is de slang even gevreesd als de beet van de tot vier meter lange koningscobra (Ophiophagus hannah). Uit studies in de jaren vijftig in India bleek dat mensen na een beet van een cobra een kans hadden van vijf procent om te overlijden, tegenover 36% bij de zaagschubadders. In grote delen van Azië, het Arabisch Schiereiland en noordelijk en centraal Afrika zijn ze jaarlijks verantwoordelijk voor duizenden dodelijke slachtoffers.
Dit komt voornamelijk doordat zaagschubadders binnen hun natuurlijke areaal in grote dichtheden voorkomen in vergelijking met andere giftige slangen. Daarnaast komen zaagschubadders vooral voor in agrarische streken die een goede habitat bieden. Hier zijn vaak veel mensen aanwezig die werken op het land. Ten slotte zijn zaagschubadders zeer goed gecamoufleerd zodat ze vaak pas worden opgemerkt als het al te laat is. Van zaagschubadders is bekend dat ze graag langs looppaden zonnen omdat deze onbeschut zijn. In tegenstelling tot veel andere adders zijn alle soorten buitengewoon agressief en kunnen zeer snel toeslaan waarbij een potentieel dodelijk secreet wordt afgegeven. Het gif van de zaagschubadders is sterker dan dat van andere adders. In de streken waar de slangen van nature voorkomen veroorzaken ze meer fatale beten bij de mens dan alle andere slangensoorten tezamen.
In delen van Nigeria bezetten slachtoffers van de beet van zaagschubadders tot tien procent van alle beschikbare ziekenhuisbedden.
De zaagschubadders worden soms wel als exotisch huisdier gehouden in een terrarium. Ze moeten vanwege de giftigheid en de snelle beet zeer voorzichtig behandeld worden. Zaagschubadders hebben behoefte aan een droog en warm woestijnterrarium met een ondergrond van zand of leem. De temperatuur dient overdag tussen 25 en 32 graden Celsius te worden gehouden en 's nachts rond de twintig graden.
Veel slangen gaan in aantal en verspreidingsgebied achteruit door toedoen van de mens, de meeste soorten zaagschubadders daarentegen komen nog algemeen voor. In het verleden kwamen de dieren nog meer voor dan tegenwoordig, maar geen enkele soort wordt beschouwd als bedreigde diersoort. Hierbij moet worden vermeld dat van drie soorten helemaal geen beschermingsstatus is vastgesteld.
In het verleden zijn verschillende grootschalige operaties uitgevoerd om de slangen uit te roeien. In sommige landen werd een beloning gegeven voor elke ingeleverde slangenkop. In 1862 verhoogde de Indiase regering bij wijze van experiment de beloning van twee pie naar twee anna per kop. Aangezien er twaalf pies in een anna gingen, werd de beloning verhoogd met een factor 12. In acht dagen tijd, van 2 tot 10 december van dat jaar werden bijna 116.000 slangenkoppen ingeleverd.

### Beschermingsstatus
Door de internationale natuurbeschermingsorganisatie IUCN is aan zeven soorten een beschermingsstatus toegewezen. Vijf soorten worden beschouwd als 'veilig' (Least Concern of LC) en twee soorten als 'onzeker' (Data Deficient of DD).

## Indeling en taxonomie
Zaagschubadders behoren tot de familie adders (Viperidae) en de onderfamilie echte adders (Viperinae). Het geslacht Echis wordt tegenwoordig door twaalf soorten vertegenwoordigd, vroeger was het soortenaantal veel lager. Lange tijd waren er zelfs maar twee soorten; de zaagschubadder en de Arabische zaagschubadder. Een aantal voormalige ondersoorten van de zaagschubadder worden tegenwoordig als aparte soorten beschouwd. Daarnaast zijn er een aantal nieuwe soorten beschreven, zoals de soort Echis romani die pas sinds 2018 bekend is.
Van de twaalf zaagschubadders zijn er drie soorten die vertegenwoordigd worden door ondersoorten. Zowel de zaagschubadder, de Arabische zaagschubadder en de Egyptische zaagschubadder (Echis pyramidum) hebben twee ondersoorten. In de onderstaande tabel zijn alle soorten opgenomen inclusief eventuele ondersoorten, het verspreidingsgebied en afbeeldingen, indien beschikbaar.
| Soorten uit het geslacht zaagschubadders    | Soorten uit het geslacht zaagschubadders | Soorten uit het geslacht zaagschubadders | Soorten uit het geslacht zaagschubadders | Soorten uit het geslacht zaagschubadders | Soorten uit het geslacht zaagschubadders                    | Soorten uit het geslacht zaagschubadders |
| ------------------------------------------- | ---------------------------------------- | ---------------------------------------- | --- | ---------------------------------------- | ----------------------------------------------------------- | ---------------------------------------- |
| Naam                                        | Auteur                                   | Verspreidingskaart                       | Verspreiding | Afbeelding                               | Ondersoorten                                                | Beschermingsstatus                       |
| Echis borkini                               | Cherlin, 1990                            |                                          | Jemen | Plaats uw zelfgemaakte foto hier         | Geen                                                        |                                          |
| Zaagschubadder (Echis carinatus)            | Schneider, 1801                          |                                          | Afghanistan, Iran, India, Pakistan, Sri Lanka, Bangladesh, Verenigde Arabische Emiraten, Oman, Turkmenistan, Oezbekistan, Tadzjikistan.                    |                                          | - Echis carinatus carinatus - Echis carinatus sochureki     | Niet geëvalueerd                         |
| Arabische zaagschubadder (Echis coloratus)  | Günther, 1878                            |                                          | Egypte, Jemen, Saoedi-Arabië, Israël, Oman, Jordanië |                                          | - Echis coloratus coloratus - Echis coloratus terraesanctae | Niet geëvalueerd                         |
| Echis hughesi                               | Cherlin, 1990                            |                                          | Somalië | Plaats uw zelfgemaakte foto hier         | Geen                                                        |                                          |
| Echis jogeri                                | Cherlin, 1990                            |                                          | Guinea, Mali, en Senegal | Plaats uw zelfgemaakte foto hier         | Geen                                                        |                                          |
| Echis khosatzkii                            | Cherlin, 1990                            |                                          | Jemen en Oman | Plaats uw zelfgemaakte foto hier         | Geen                                                        |                                          |
| Echis leucogaster                           | Roman, 1972                              |                                          | Burkina Faso, Mali, Algerije, Gambia, Niger, Nigeria, Marokko, Mauritanië, Senegal, Tsjaad en delen van de Westelijke Sahara.                              |                                          | Geen                                                        |                                          |
| Echis megalocephalus                        | Cherlin, 1990                            |                                          | Eritrea (Dahlak-archipel) | Plaats uw zelfgemaakte foto hier         | Geen                                                        | Niet geëvalueerd                         |
| Echis ocellatus                             | Stemmler, 1970                           |                                          | Benin, Burkina Faso, Centraal-Afrikaanse Republiek, Gambia, Ghana, Guinee, Ivoorkust, Kameroen, Mali, Mauritanië, Niger, Nigeria, Senegal, Tsjaad en Togo. | Plaats uw zelfgemaakte foto hier         | Geen                                                        | Niet geëvalueerd                         |
| Echis omanensis                             | Babocsay, 2004                           |                                          | Oman en de Verenigde Arabische Emiraten |                                          | Geen                                                        |                                          |
| Egyptische zaagschubadder (Echis pyramidum) | Isidore Geoffroy Saint-Hilaire, 1827     |                                          | Centraal-Afrikaanse Republiek, Egypte, Eritrea, Ethiopië, Djibouti, Jemen, Kenia, Libië, Oman, Saoedi-Arabië, Somalië, Soedan, Tunesië en Oeganda          |                                          | - Echis pyramidum pyramidum - Echis pyramidum leakeyi       |                                          |
| Echis romani                                | Trape, 2018                              |                                          | Tsjaad, Niger, Nigeria, Kameroen, Centraal-Afrikaanse Republiek                                                                                            |                                          | Geen                                                        | Niet geëvalueerd                         |